# İlhan Mansız
İlhan Mansız, turški nogometaš in trener, * 10. avgust 1975, Kempten, Zahodna Nemčija.
Za turško reprezentanco je odigral 21 uradnih tekem in dosegel sedem oglov.